# Демидівка (Бєлгородська область)
Демидівка (рос. Демидовка) — село у Красноярузькому районі Бєлгородської області Російської Федерації.
Населення становить 272 особи. Входить до складу муніципального утворення Графовське сільське поселення.

## Історія
Населений пункт розташований у східній частині української суцільної етнічної території — східній Слобожанщині.
Згідно із законом від 20 грудня 2004 року № 159 від 20 грудня 2004 року органом місцевого самоврядування є Графовське сільське поселення.
18 березня 2025 року в російських соцмережах з'явилася інформація про атаку ЗСУ на Демидівку поблизу кордону з Сумською областю. Також 19 березня 2025 року, за даними Американського Інституту вивчення війни (ISW), розпочався наступ ЗСУ на північний захід від Прилісся. При цьому російські військкори опублікували карту, на якій показано просування українських сил на південний захід від Демидівки біля кордону з Сумською областю. А вже вранці 20 березня російський Telegram-канал "Северный канал" писав що українські бійці нібито зайняли "половину села" Демидівки та продовжують заходити, намагаючись закріпитися. Російські канали повідомляли про бої на лінії Демидівка – Графівка – Прилісся – Липці.
Офіційних повідомлень від українського командування щодо наступу ЗСУ на Бєлгородську область РФ немає. Натомість Генеральний штаб ЗСУ 20 березня повідомляв про знищення командного пункту одного з підрозділів 3-ї мотострілецької дивізії 20-ї армії РФ у Демидівці. Керівник Центру протидії дезінформації Ради національної безпеки і оборони України Андрій Коваленко 18 березня спростовував інформацію про наступ ЗСУ на Бєлгородську область.

## Населення
| 2002 | 2010 |
| ---- | ---- |
| 299  | ▼272 |